# Tweevlekspanner
De tweevlekspanner (Lomographa bimaculata) is een nachtvlinder uit de familie Geometridae, de spanners. De spanwijdte bedraagt tussen de 22 en 26 millimeter.
Van de vlinder vliegt één generatie per jaar in mei en juni. De rupsen hebben als waardplanten onder andere de meidoorn en sleedoorn.
De tweevlekspanner komt voor boven zandgrond zoals de duinen en veluwe. In het zuiden van Nederland komt de vlinder minder vaak voor.